# 賈惜春

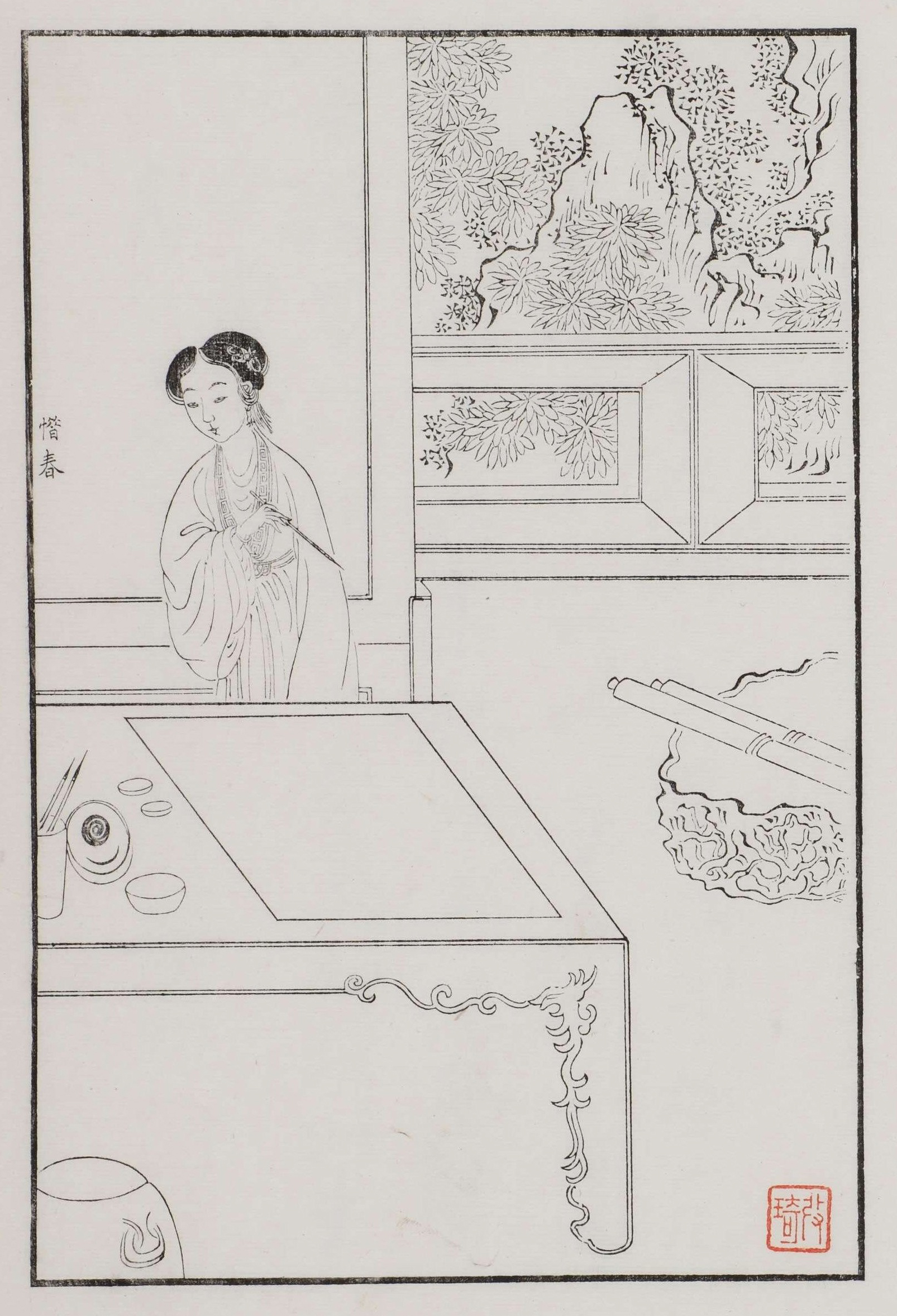
惜春,【清】改琦绘

賈惜春是《紅樓夢》中的人物，為賈家四春姐妹中年紀最小、唯一來自寧國府的小姐，賈敬的么女、賈珍的胞妹 ，比贾珍小30岁，因母早逝，在荣国府贾母身边长大。後居于大观园中之藕香榭周圍的蓼風軒（又名暖香塢），故在海棠詩社的别号為藕榭。其性格孤僻冷然，為書中代表佛家空寂思想的人物。依照金陵十二釵判詞，在賈家被抄之後出家為尼，生活落魄。不過高鶚所續的後四十回，惜春則是豐衣足食地在家修行。

## 人物經歷
惜春在大觀園中最重要的一件事，便是在「劉姥姥進大觀園」時應賈母的要求為園子作畫，即所謂「大觀園圖」。不過該畫到底有沒有完成，書中則未提及。
有學者考究惜春本係榮國府中的角色，但為了納入全書，方將惜春安排到寧國府去。
於性格上，第七回中就提及惜春经常与小尼姑智能儿交往，还戏言若是她剃了头做姑子去，周瑞家的送来的宫花该往哪里戴。
第七十四回前後則詮釋，在抄撿大觀園中賈迎春、賈惜春的大丫環遭攆，兩人為保名譽，無能為力。然賈迎春落淚念舊，臨前深深不忍，請人送物道別；賈惜春卻出言「快帶了他去，或打，或殺，或賣，我一概不管」，王熙鳳查明後便欲宽恕，惜春也不同意。在尤氏企圖勸解時，惜春坦白道「我不了然，便捨不得入画了」。原是宁国府生活作风不净，她一心想避开，怕有人说些不堪的闲话把她也编排进去。恰这时宁国府的丫头入画出了事，她就只能狠心舍弃，以抛开关系。
作者透過“避嫌隙杜绝宁国府”的情節，表現出了惜春性格中的孤介了然。

## 判詞
勘破三春景不長，緇衣頓改昔年妝；可憐繡戶侯門女，獨臥青燈古佛傍。

## 曲文
「虛花悟」
將那三春看破，桃紅柳綠待如何？把這韶華打滅，覓那情淡天和。說什麼，天上夭桃盛，雲中香蕊多，到頭來，誰見把秋捱過？則看那，白楊村里人嗚咽，青楓林下鬼吟哦。更兼著，連天衰草遮墳墓。這的是，昨貧今富人勞碌，春榮秋謝花折磨。似這般，生關死劫誰能躲？聞道說，西方寶樹喚婆娑，上結着長生果。

## 灯谜
「海灯」
前身色相总无成，不听菱歌听佛经。莫道此生沉黑海，性中自有大光明。

## 丫鬟
入画、彩屏、彩兒。